# Castlebar
Castlebar (en irlandès Caisleán an Bharraigh) és una ciutat de la República d'Irlanda, cap del Comtat de Mayo. Té un mercat molt actiu i és una de les ciutats que han experimentat el major creixement al país.

## Economia
En l'actualitat, Castlebar és una ciutat amb una bona infraestructura i les empreses hi ofereixen una àmplia gamma de productes i serveis. Hi ha un campus de l'Institut de Tecnologia Galway-Mayo, una secció del Museu Nacional d'Irlanad i està comunicada per ferrocarril amb Dublín, Westport i Ballina.
La Biblioteca del Comtat es troba a Castlebar, i la ciutat té moltes seccions en l'educació a tots els nivells. A més, les arts, els esports i la recreació estan ben representats amb diversos dispositius, demostracions, concursos o festivals, internacionalment coneguts com a "Four Days Walks" (Caminada de Quatre Dies).

## Història
El nom de la ciutat prové del castell que hi van fer construir els aventurers normands de Barry vers el 1235 i que més tard es convertí en guarnició anglesa.

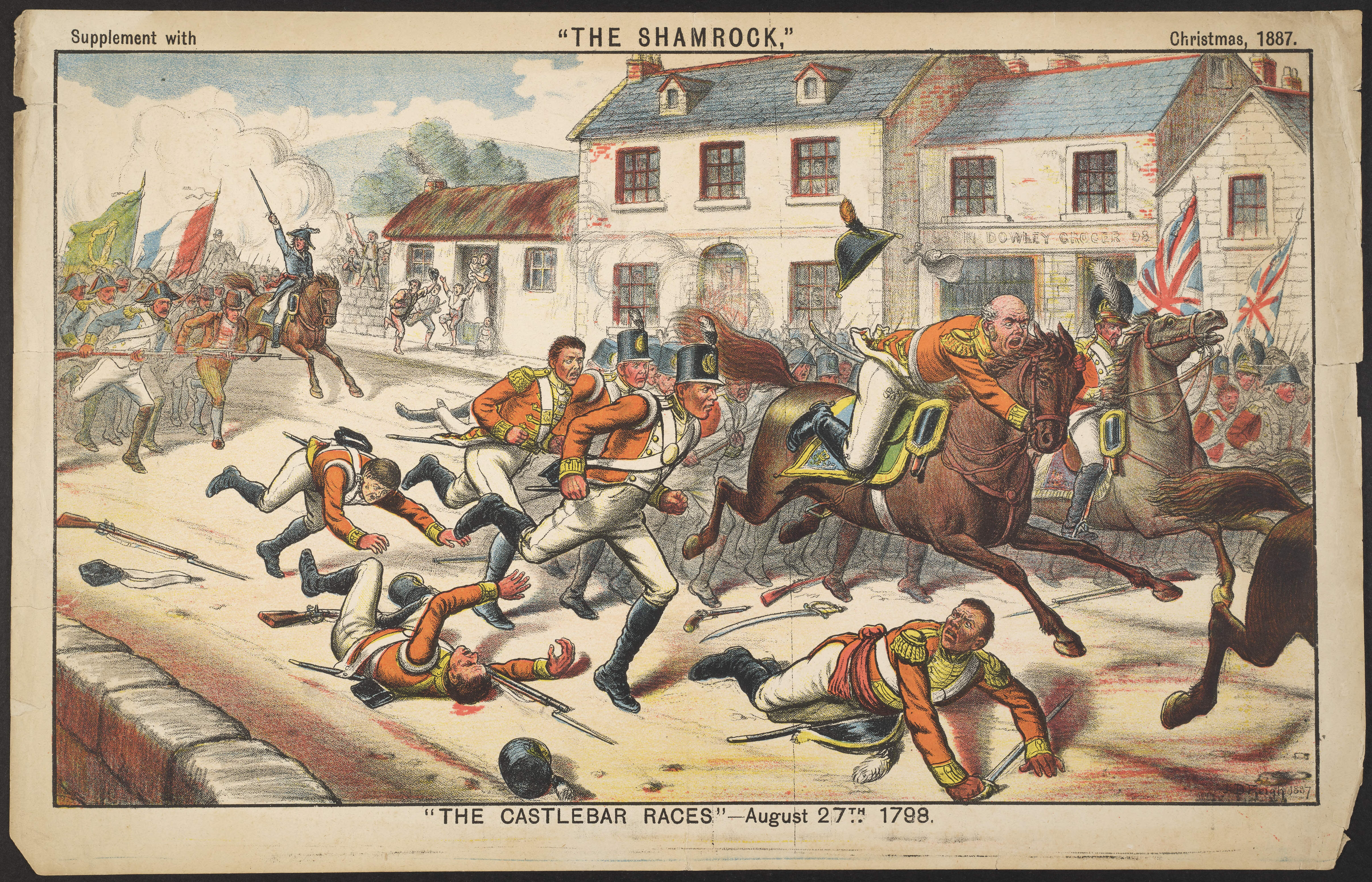
Caricatura de la cursa de Castlebar (1798)

El 27 d'agost de 1798 després de la batalla de Castlebar les forces franceses i els Irlandesos Units sota el comandament del general Jean Joseph Amable Humbert s'enfrontaren a una força de 6.000 britànics en el que es va anomenar la « cursa de Castlebar » per burlar-se de la velocitat i distància que els anglesos procuraren en la seva fugida. Després de victòria es va proclamar una efímera República de Connaught i John Moore, cap dels Irlandesos Units de Mayo, se'n proclamà president. Les seves restes es troben inhumats a la ciutat. Cada any se celebra la fita a una de les cantonades del castell.
L'Irish National Land League fou fundada per Michael Davitt, de Straide (Mayo) a l'Hotel Imperial de Castlebar el 21 d'octubre de 1879.

## Agermanaments
- Auray (An Alre)
- Höchstadt an der Aisch
- Peekskill (Nova York)
- Ballymena
- Ancona
- Dixon (Illinois)

## Personatges relacionats
- Margaret Burke Sheridan (1889-1958), soprano
- Ernie O'Malley (1897-1957), cap de l'IRA
- Charles Haughey (1925-2006), Taoiseach
- Pádraig Flynn (1939), comissari europeu
- Sally Rooney (1991), escriptora i guionista